# Joel Peralta
Pour les articles homonymes, voir Peralta.
Joel Peralta Guttierez (né le 23 mars 1976 à Bonao en République dominicaine) est un ancien lanceur de relève droitier de baseball. Il a évolué dans la Ligue majeure de baseball de 2005 à 2016.

## Carrière
Après des études secondaires au l'école Bachillerato de Bonao (République dominicaine), Joel Peralta est recruté comme agent libre amateur le 4 juillet 1996 par les Athletics d'Oakland. Il est libéré de son contrat le 4 juin 1998 et rejoint l'organisation des Angels de Los Angeles le 25 février 1999.
Peralta passe six saisons en Ligues mineures avant d'effectuer ses débuts en Ligue majeure le 25 mai 2005. Il est transféré chez les Royals de Kansas City le 7 octobre 2005 via un ballottage. 
Libéré de son contrat chez les Royals le 1er avril 2009, Paralta rejoint les Rockies du Colorado le 8 avril 2009.

### Nationals de Washington

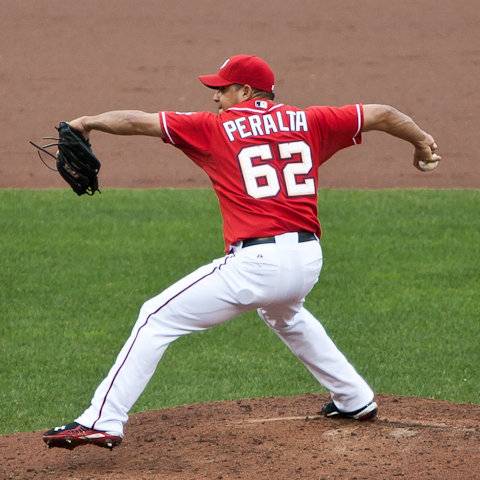
Joel Peralta en 2010 avec Washington.

Devenu agent libre après la saison 2009, il signe un contrat d'un an en faveur des Nationals de Washington le 14 décembre 2009.
En 2010, il est efficace en relève pour les Nationals avec une moyenne de points mérités de seulement 2,09 en 49 manches lancées.

### Rays de Tampa Bay
Le 17 décembre 2010, il rejoint les Rays de Tampa Bay.
Il fait bien chez les Rays, pour qui il lance dans 71 matchs en 2011. Sa moyenne de points mérités s'élève à 2,93 en 67 manches et deux tiers au monticule. Il fait ses débuts en éliminatoires dans la Série de divisions de la Ligue américaine entre les Rays et les Rangers du Texas. Employé dans trois des quatre rencontres entre les deux clubs, Peralta ne donne aucun point et un seul coup sûr en deux manches et un tiers de travail.
Le 19 juin 2012, Joel Peralta est expulsé d'un match des Rays contre les Nationals de Washington pour avoir eu du goudron de pin, une substance interdite pouvant altérer la trajectoire de la balle, dans son gant. Il reçoit le 21 juin une suspension de 8 parties.

### Dodgers de Los Angeles

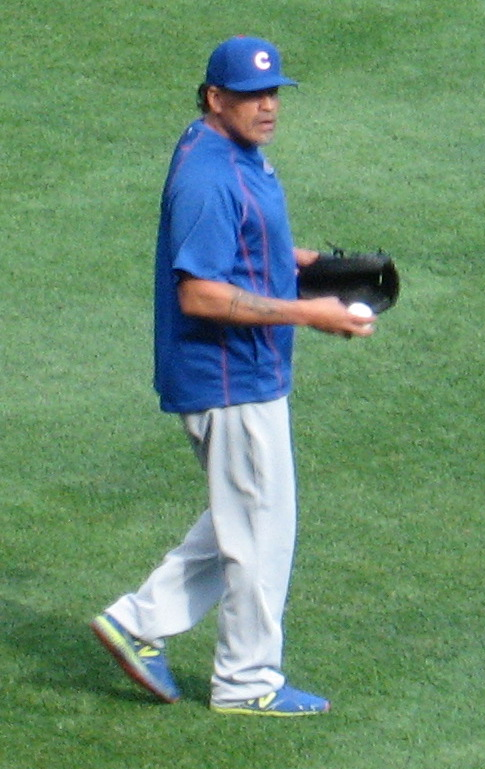
Joel Peralta le 30 juin 2016 lors de son court passage chez les Cubs de Chicago.

Le 20 novembre 2014, les Rays échangent aux Dodgers de Los Angeles Peralta et le lanceur gaucher des ligues mineures Adam Liberatore, en retour du releveur droitier José Dominguez et du lanceur droitier des ligues mineures Greg Harris. En 29 manches lancées pour les Dodgers en 2015, le vétéran lanceur offre aux Dodgers une moyenne de points mérités de 4,34 et 3 sauvetages.

### Mariners de Seattle
Le 9 février 2016, Peralta signe un contrat des ligues mineures avec les Mariners de Seattle.

### Cubs de Chicago
Libéré en juin 2016 par Seattle après 26 match, Peralta rejoint les Cubs de Chicago, avec qui il fait au total 5 présences au monticule.
Il joue son dernier match dans les majeures le 5 juillet 2016. Même s'il ne joue plus pour les Cubs par la suite, il reçoit quand même une bague de champion de la Série mondiale 2016 pour avoir fait partie de l'effectif durant la saison qui se conclut par un titre.

## Statistiques
| Saison | Équipe      | G   | GS | CG | SHO | V | D  | SV | IP    | SO  | ERA  |
| ------ | ----------- | --- | -- | -- | --- | - | -- | -- | ----- | --- | ---- |
| 2005   | LA Angels   | 28  | 0  | 0  | 0   | 1 | 0  | 0  | 34.2  | 30  | 3,89 |
| 2006   | Kansas City | 64  | 0  | 0  | 0   | 1 | 3  | 1  | 73.2  | 57  | 4,40 |
| 2007   | Kansas City | 62  | 0  | 0  | 0   | 1 | 3  | 1  | 87.2  | 66  | 3,80 |
| 2008   | Kansas City | 40  | 0  | 0  | 0   | 1 | 2  | 0  | 52.2  | 38  | 5,98 |
| 2009   | Colorado    | 27  | 0  | 0  | 0   | 0 | 3  | 0  | 24.2  | 22  | 6,20 |
| 2010   | Washington  | 39  | 0  | 0  | 0   | 1 | 0  | 0  | 49.0  | 49  | 2,02 |
| Totaux | Totaux      | 260 | 0  | 0  | 0   | 5 | 11 | 2  | 322.1 | 262 | 4,22 |

Note : G = Matches joués ; GS = Matches comme lanceur partant ; CG = Matches complets ; SHO = Blanchissages ; 
V = Victoires ; D = Défaites ; SV = Sauvetages ; IP = Manches lancées ; SO = Retraits sur des prises ; ERA = Moyenne de points mérités.